# Теєр (Іллінойс)
Теєр (англ. Thayer) — селище (англ. village) в США, в окрузі Сенґамон штату Іллінойс. Населення — 632 особи (2020).

## Географія
Теєр розташований за координатами 39°32′25″ пн. ш. 89°45′29″ зх. д. / 39.54028° пн. ш. 89.75806° зх. д. (39.540366, -89.757927).  За даними Бюро перепису населення США в 2010 році селище мало площу 1,57 км², уся площа — суходіл.

## Демографія
Згідно з переписом 2010 року, у селищі мешкали 693 особи в 283 домогосподарствах у складі 191 родини. Густота населення становила 442 особи/км².  Було 313 помешкання (200/км²).
Расовий склад населення:
| - 98,8 % — білих - 0,4 % — чорних або афроамериканців |

До двох чи більше рас належало 0,6 %. Частка іспаномовних становила 0,9 % від усіх жителів.
За віковим діапазоном населення розподілялося таким чином: 24,7 % — особи молодші 18 років, 62,5 % — особи у віці 18—64 років, 12,8 % — особи у віці 65 років та старші. Медіана віку мешканця становила 38,3 року. На 100 осіб жіночої статі у селищі припадало 99,7 чоловіків;  на 100 жінок у віці від 18 років та старших — 97,7 чоловіків також старших 18 років.
Середній дохід на одне домашнє господарство  становив 64 622 долари США (медіана — 51 429), а середній дохід на одну сім'ю — 73 402 долари (медіана — 57 625). Медіана доходів становила 47 500 доларів для чоловіків та 34 000 доларів для жінок. За межею бідності перебувало 9,1 % осіб, у тому числі 23,1 % дітей у віці до 18 років та 2,5 % осіб у віці 65 років та старших.
Цивільне працевлаштоване населення становило 427 осіб. Основні галузі зайнятості: роздрібна торгівля — 15,5 %, виробництво — 14,3 %, будівництво — 13,1 %, освіта, охорона здоров'я та соціальна допомога — 12,2 %.